# Fragebogen zur Depressionsdiagnostik nach DSM-IV
Der Fragebogen zur Depressionsdiagnostik nach DSM-IV (FDD-DSM-IV oder kurz FDD) ist ein Fragebogen zur Selbstbeurteilung depressiver Symptome, wodurch beurteilt werden soll, ob eine Major Depression im Sinne des DSM-IV vorliegt. Er wurde von C. Kühner im Jahr 1997 entwickelt und umfasst 18 Fragen. Es gibt zwei Formen. Während Form A ein Zeitkriterium enthält, das zur Differenzierung von Symptomen dient, die über zwei Wochen anhalten, gibt es in Form B kein Zeitkriterium. Es gibt eine nichtlineare Gewichtung von Haupt- und Begleitsymptomen. Der Test ist normiert für ein Alter von 18 bis 60 Jahren. Gelegentlich wird der Einsatzbereich ab einem Alter von 16 Jahren angegeben. Die Bearbeitungszeit wird auf 10 bis 15 Minuten geschätzt. Die Auswertungszeit wird auf 5 Minuten geschätzt. Der Fragebogen wird in der S3-Leitlinie für bipolare Störungen und in der S3-Leitlinie für unipolare Depression empfohlen.

## Geschichte
In Bezug auf die Kriterien des DSM-III wurde im Jahr 1986 von Mark Zimmerman, William Coryell, Caryn Corenthal und Sheila Wilson das „Invertory to Diagnose Depression“ (IDD) entwickelt. Das IDD umfasste ursprünglich 22 Fagen. Der FDD wurde in Anpassung an das DSM-IV entwickelt, indem die Fragen des IDD ins Deutsche übersetzt und auf 18 Fragen reduziert wurden.